# Powell et Pressburger
Pour les articles homonymes, voir Powell et Pressburger.
Michael Powell et Emeric Pressburger ont formé un duo de cinéastes indépendants, ayant réalisé dans les années 1940 et 50 une série de films qui sont devenus des classiques du cinéma britannique. 
Leurs films débutaient par un logo représentant une cible aux couleurs du drapeau de la Royal Air Force, au centre de laquelle une flèche vient se planter, signature évoquant le nom de leur maison de production, Archers Film Productions, qu’ils fondèrent ensemble pour sceller leur partenariat créatif. Cette marque de fabrique symbolise à la fois leurs ambitions artistiques et leur volonté d'indépendance. Pratiquement tous les films des Archers portent la mention « Écrit, Produit et Dirigé par Michael Powell et Emeric Pressburger », et témoignent ainsi de leur totale implication dans les projets portant leur signature. En réalité les films sont écrits par Pressburger puis mis en scène et dirigés par Powell.

## Premiers films

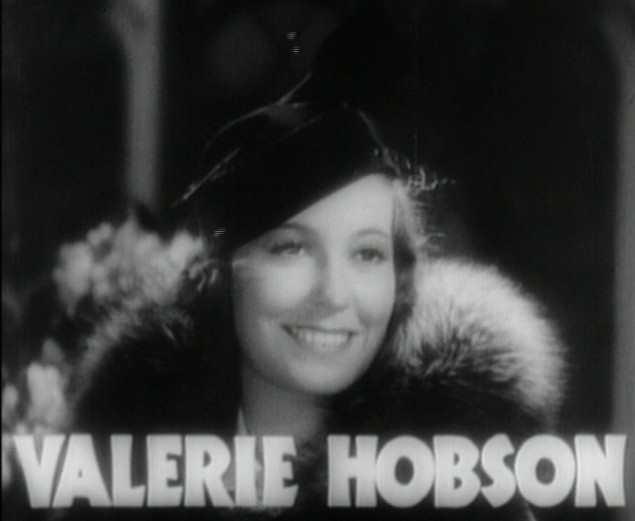
Valérie Hobson joue dans L'Espion noir et dans Espionne à Bord

Leur première collaboration se déroule en 1938 sur le tournage de L'Espion noir (Spy in Black), un film se déroulant pendant la Première Guerre mondiale. Le producteur Alexander Korda, un émigré hongrois, demande à Pressburger, lui-même émigré hongrois et travaillant depuis quelques années dans l’écurie du producteur, de réécrire quelques scènes. Les deux compères transforment radicalement le scénario de base en un véhicule pour les deux stars du film, Conrad Veidt et Valérie Hobson. Veidt joue un capitaine allemand d’U-Boot chargé d’espionner la flotte britannique, tandis qu’Hobson tient le rôle du contact dissimulée en institutrice. Le film est terminé en 1938 mais Korda retarde la sortie du film jusqu’en août 1939, à la veille de la guerre entre l’Allemagne et l’Angleterre. Le film est un succès des deux côtés de l’Atlantique, notamment aux États-Unis où il est rebaptisé « U-Boat 29 ».
Korda se retrouve à court de crédit en 1940, et délocalise sa production à Hollywood. Il termine là-bas Le Voleur de Bagdad (The Thief of Bagdad) et Le lion a des ailes (The Lion has Wings), auxquels Powell a participé. Powell et Pressburger, restés à Londres, souhaitent capitaliser sur le succès de leur premier film en réemployant les mêmes acteurs. Ils mettent au point un thriller, Espionne à bord (Contraband), dans lequel Veidt joue un commerçant danois qui, aidé par Hobson, aide à déjouer une opération d’espionnage des services secrets allemands. L’histoire, située dans le Londres du début de la Seconde Guerre mondiale, est un succès et encourage Powell et Pressburger à monter d’autres projets contemporains, toujours liés à l’actualité et au conflit en cours.

## 49e Parallèleet naissance des Archers
En mai 1940, le Ministère de l’information du gouvernement de Churchill crée un département autonome, chargé de produire des fictions dédiées au conflit qui déchire l’Europe. L’objectif est d’informer le monde à travers des films des dangers du nazisme et de promouvoir la position prônée par Churchill, celle d’un engagement total de la Grande-Bretagne et de ses alliés. Kenneth Clarke, nommé responsable du département, se tourne vers les fleurons du cinéma britannique : Carol Reed, Alfred Hitchcock, et Michael Powell. Ce dernier se voit proposer la réalisation d’un long métrage, dans le plus pur style de propagande militaire, sur les techniques de guerre sous-marines. Powell refuse mais propose en retour un sujet beaucoup plus vaste, la mondialisation du conflit, qui s’avère être aussi en phase avec les idées de Churchill. Il veut « faire un film au Canada pour flanquer la frousse aux Américains et les faire entrer dans la guerre au plus vite ». Clark accepte de produire le film et finance la traversée de l’Atlantique. Arrivés au Canada, Powell et Pressburger gagnent le soutien des principaux ministres du pays. Le tournage du 49e Parallèle (49th Parallel) débute donc en 1941 avec l’aval des deux principaux gouvernements intéressés. L'histoire est celle d'un sous-marin allemand, coulé dans la baie d'Hudson. Les survivants nazis atteignent la côte et traversent le pays pour rejoindre les États-Unis. La majorité des prises de vues sont réalisées en décors naturels au Canada. Le film sort le 24 novembre 1941 sur les écrans britanniques et se classe deuxième au box-office (derrière Le Dictateur). Deux semaines plus tard, l’attaque de Pearl Harbor précipite l’entrée en guerre des Américains. L’internationalisation du conflit, voulue par Churchill et Powell, est donc une réalité avant même que le film ne sorte aux États-Unis. Il est présenté le 15 avril 1942 sur le territoire américain où il attire les foules. Il obtient la statuette du Meilleur Scénario lors de la cérémonie des Oscars en 1943.
Leur film suivant, Un de nos avions n'est pas rentré (One of Our Aircraft Is Missing), est encore un film de propagande tourné à la demande du Ministère de l'information. Il raconte l'histoire d'un bombardier britannique qui s'écrase en Hollande après avoir heurté un pylône. L'équipage, qui a sauté en parachute est secouru par des sympathisants à la cause alliée, qui les protègent des occupants allemands et les présentent à la résistance hollandaise, grâce à qui ils réussissent à regagner l'Angleterre. Le chef de la distribution Arthur Rank n'aimant pas le projet, Powell et Pressburger s'adressent à British National. Le fameux logo des Archers apparaît pour la première fois à l'écran dans ce film, qui par ailleurs marche bien (Selznick achète les droits pour les États-Unis).

## The Archers Films Production

### Colonel Blimp
L’idée du film provient d’une caricature bien connue des Britanniques, publiée dans les journaux des années 1930, Blimp incarnant le bellicisme stupide et borné. Ce film raconte la vie de Clive Candy, un officier anglais, lequel traverse trois guerres et termine son existence sans avoir jamais compris ce qui se passait autour de lui. Il côtoie notamment trois femmes à trois époques différentes (toutes interprétées par Deborah Kerr), et se lie d’amitié avec un officier allemand, après un duel avec celui-ci. Colonel Blimp traite d'un homme qui ne comprend rien aux évènements et reste imperméable à tous les changements qui bouleversent le monde autour de lui, Powell et Pressburger refusant toute évolution à leur héros (le vieil homme de la fin du film apparaît aussi stupide que le jeune homme du début).

### A Canterbury Tale
En 1943, un sergent américain en permission, un soldat anglais et une jeune volontaire à la Défense Civile se rencontrent à la descente d’un train de nuit, dans une gare à proximité de Canterbury. Alors qu’ils rejoignent l’hôtel du village, la jeune femme est agressée par un inconnu, qui lui verse de la colle dans les cheveux. Les trois personnages décident de mener l’enquête… 
Powell et Pressburger marquent le pas avec ce film, premier échec public et commercial. Il faudra attendre près de trente ans pour que ce film soit réévalué et qu’on le reconnaisse comme une œuvre magistrale, digne de figurer à côté des autres chefs-d’œuvre du duo.

### Je sais où je vais
Ce mélodrame met en scène Joan Webster (Wendy Hiller), une jeune anglaise, prête à tout pour réussir sa vie. En route pour Kiloran, une île de l’archipel des Hébrides, où elle doit se marier avec un homme riche qu'elle n'a jamais vu, elle se retrouve coincée par des intempéries sur l’île voisine de Mull. Elle y rencontre un jeune officier de la Royal Navy, Torquil McNeil (Roger Livesey), décidé lui aussi à rejoindre Kiloran. En l’espace de quelques jours, les deux jeunes gens vont apprendre à se connaître et à s’aimer malgré leurs différences.

### Une question de vie ou de mort
Au départ une commande du Ministère de l’Information britannique, qui cherche à apaiser les querelles entre britanniques et américains à l’issue de la guerre, ce film est l’un des moins conventionnels du duo. L’histoire est celle d’un pilote (David Niven) qui, alors qu’il semble voué à une mort certaine dans un avion en flammes, survit miraculeusement. Au Paradis, on s’étonne qu’il manque une personne à l’appel et un émissaire est chargé d’aller le chercher. Parmi une foule de trouvailles visuelles (gigantesque escalier céleste, suspension du temps pour signaler la transition entre les deux mondes), Powell et Pressburger ont l’idée de filmer le monde des vivants en technicolor et le paradis en noir et blanc pour marquer l’opposition entre la Terre et le Ciel.

### Le Narcisse noir

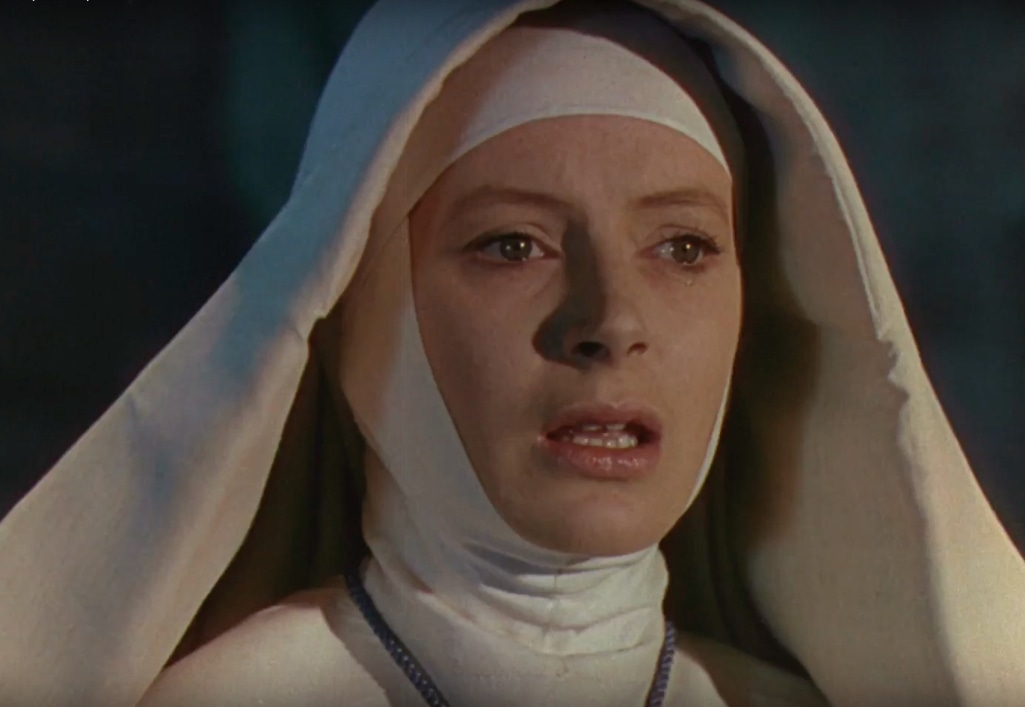
Deborah Kerr dans Le Narcisse noir

Cinq sœurs de l’ordre de Sainte-Marie établissent un couvent à Mopu au Népal, dans l’ancien harem qu’un seigneur local veut transformer en dispensaire. Sous la responsabilité de sœur Clodagh (Deborah Kerr), elles y soignent et éduquent les enfants de la région. Mais au sein de la communauté, la solitude pèse de plus en plus sur les sœurs. Les tensions s’exacerbent à l’arrivée de Dean (David Farrar), un agent anglais chargé de les aider à constituer le dispensaire et l’école.
Ce film, intégralement tourné en studio en Angleterre, et sorti sur les écrans peu avant l’indépendance de l’Inde, est l’un des plus impressionnants visuellement. Powell ayant refusé de se déplacer en Inde pour filmer en décors naturels, il fait appel à Poppa Day pour réaliser les splendides peintures sur verre de l’Himalaya. Le travail de Jack Cardiff sur la photographie et les couleurs est récompensé par un oscar.

### Les Chaussons rouges
Ce film musical raconte l'ascension simultanée d’une ballerine, Victoria Page (Moira Shearer) et d’un compositeur, Julian Craster (Marius Goring) au sein de la célèbre troupe de ballet Boris Lermontov (Anton Walbrook). Craster écrit spécialement pour Victoria, et à la demande de Lermontov, un ballet, Les Chaussons rouges, inspiré d’un conte d’Andersen. C’est un triomphe et Victoria devient une ballerine célèbre dans toute l'Europe. L’histoire d’amour naissante entre Victoria et Julian provoque la colère et la jalousie de Lermontov. Il décide de renvoyer le compositeur, entraînant la démission de Victoria.
Lorsque Pressburger présente le scénario à Michael Powell, ce dernier accepte à la condition que l'actrice principale soit une vraie danseuse. Moira Shearer, étoile montante du ballet britannique, est sollicitée. Réticente au début, elle finit par céder pour des raisons financières. 
Le morceau de bravoure du film est constitué de la longue séquence du ballet des Chaussons rouges, nouvelle prouesse visuelle de Powell, pour laquelle il emploie plus de cinquante danseurs. La séquence représente à elle seule quinze minutes du film.

### The Small Back Room
Sammy Rice (David Farrar), un jeune chercheur brillant spécialiste des armes de guerre, manque tellement de confiance en lui qu’il laisse son supérieur, le colonel Waring (Jack Hawkins), récolter à sa place les fruits de son travail. Une amputation du pied aggrave ses complexes et sa timidité. Enclin à la boisson, il entretient des rapports difficiles avec son amie Susan (Kathleen Byron). Malgré son handicap il est chargé d'une dangereuse mission de déminage.

### The Elusive Pimpernel
Remake du film de Leslie Howard tourné en 1935, et dans lequel figure entre autres David Niven.

### La Renarde

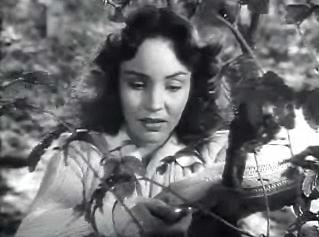
Jennifer Jones

Hazel (Jennifer Jones), jeune fille farouche et indépendante, a pour ami et confident une renarde, Narde. Le châtelain du pays la remarque et l'attire chez lui, où il tente de la violer. 
Le film est coproduit avec Alexander Korda et David O. Selznick, mari de Jennifer Jones.

### Les Contes d'Hoffmann
Ballet filmé, inspiré de l’opéra du même nom de Jacques Offenbach. Moira Shearer est une nouvelle fois à l’écran.

### Derniers films des Archers
- Oh... Rosalinda!! est la mise en scène filmée d’un opéra de Strauss.
- La Bataille du Rio de la Plata reconstitue un épisode de la Seconde guerre mondiale, où la Royal Navy détruisit un puissant cuirassé allemand menaçant les convois de ravitaillement.

## Filmographie
- 1939 : L'Espion noir (The spy in black)
- 1940 : Espionne à bord (Contraband)
- 1941 : 49e Parallèle (49th Parallel)
- 1942 : Un de nos avions n'est pas rentré (One of Our Aircraft Is Missing)
- 1943 : The Volunteer
- 1943 : Colonel Blimp (The Life and Death of Colonel Blimp)
- 1944 : A Canterbury Tale
- 1945 : Je sais où je vais (I Know Where I'm Going)
- 1946 : Une question de vie ou de mort (A Matter of Life and Death)
- 1947 : Le Narcisse noir (Black Narcissus)
- 1947 : Au bout du fleuve (The End of the River)
- 1948 : Les Chaussons rouges (The Red Shoes)
- 1948 : The Small Back Room
- 1950 : La Renarde (Gone to Earth)
- 1950 : Le Chevalier de Londres (The Elusive Pimpernel)
- 1951 : Les Contes d'Hoffmann (The Tales of Hoffmann)
- 1955 : Oh ! Rosalinda ! (Oh... Rosalinda!!)
- 1956 : La Bataille du Rio de la Plata (The Battle of the River Plata)
- 1956 : Intelligence Service (Ill Met by Moonlight)
- 1966 : La Conquête du bout du monde (They're a Weird Mob)